# شیکاگو لوپ
شیکاگو لوپ (به انگلیسی: Chicago Loop) یک ناحیه تجاری مرکزی و یکی از مناطق جامع شیکاگو در ایالات متحده آمریکا است که در شهرستان کوک (ایلینوی) واقع شده‌است.

## خصوصیات
شیکاگو لوپ ۴٫۰۹ کیلومترمربع مساحت و ۲۹٬۲۸۳ نفر جمعیت دارد.